# Диктатура пролетаријата
Диктатура пролетаријата је демократска политичка власт радничке класе. У марксизму је то политички и друштвени систем који освајањем демократске власти успоставља радничка класа у прелазном раздобљу од капитализма ка бескласном друштву. Ради се о демократској власти коју остварује радничка класа, у савезу са осталим подређеним слојевима, коју карактерише разбијање старих институција капиталистичког класног друштва и обликовање нових институција заснованих на директној демократији у политици и економији. Овај појам означава прелазну радничку државу између капиталистичког друштва и бескласног друштва. Кроз прелазно раздобље, држава би требало да буде револуционарна демократска власт радништва.
Владимир Иљич Лењин је сматрао да је нужно успоставити диктатуру пролетаријата као „најжешћи и најнемилосрднији рат нове класе против моћнијега непријатеља, против буржоазије. Према њему диктатура пролетаријата је нужна, и победа над буржоазијом није могућа без дугог, упорног, огорченог рата на живот и смрт.
Ради се о општој власти коју остварује радничка класа, често у савезу са сељаштвом и осталим радним људима, након збацивања с власти буржоазије и осталих израбљивачких класа, а коју карактерише разбијање старих институција власти класног друштва и обликовање нових (комунистички социолози су препознали да сами комунисти заправо преузимају улогу буржоазије у друштвима којима ступају на чело, али је то углавном табу тема за комунисте). Овај марксистички појам је означавао прелазну социјалистичку државу између капиталистичког друштва и бескласног комунистичког друштва. Кроз „прелазно раздобље”, које је у пракси трајало деценијама и никако се није завршавало, држава је требало да буде револуционарна диктатура пролетаријата.

## Позадина
Диктатуром пролетаријата радничка класа остварује своју доминантну улогу у држави. Диктатура пролетаријата као историјски тип је најближа појму »непосредне и директне демократије, али је појам симболично назван „диктатуром” као супротност диктатури буржоазије (диктатури капитала). Карактеристична преобразба коју доноси диктатура пролетаријата одвија се првенствено у промени друштвено-економских односа друштва.
Теорија диктатуре пролетаријата (демократска радничка власт) произлази из теорије класа и класне борбе. На темељу уопштавања искуства револуционарне борбе радништва, нарочито револуционарног кретања у време Париске комуне, Маркс и Енгелс су разрађивали и пројекат остваривања радничке државе. Они су притом говорили о »освајању демократије« те уопште о нужности радничке револуције којој воде научно-технолошке револуције које мењају човека и средства производње.
Сам израз „диктатура пролетаријата“ Маркс први пута употребљава у писму Видемајеру 1852. године, где наводи да класна борба води неизбежно диктатури пролетаријата, а та диктатура као демократска радничка власт представља само прелаз према укидању свих класа — бескласном друштву. Даљу разраду овога појма Маркс износи у Критици Готског програма (1875), где држава прелазног раздобља из капитализма у бескласно друштво »која не може да буде ништа друго до револуционарна диктатура пролетаријата.
У полемици с тзв. ревизионистичким теоријама (Каутски, Кунов, Ренер), бољшевички вођа Лењин развија даље теорију диктатуре пролетаријата. Како у класном друштву не може бити истинске демократије, сматра Лењин, диктатура пролетаријата има задатак да, остварујући „пролетерску демократију”, изопшти из демократије класу угњетача („угњетавање угњетача”). У Држави и револуцији (1917) Лењин заступа став да диктатура пролетаријата нестаје с одумирањем пролетерске државе као државе, што је омогућено тек у пуном комунизму. Тада, наиме, одумире и демократија као политички облик да би се стварно збивала као пракса.
Овом Лењиновом концепту супротставља се Роза Луксембург, која жели да искључи посредовање партије између власти и маса, сматрајући да таква пракса нужно доводи до девијација. Она се заузима за такав облик пролетерске демократије у којем ће бити осигуран пун надзор јавности над диктатуром класе. Историјски је задатак диктатуре пролетаријата да уклони дволичност буржоаске демократије, то јест да се ова формална демократија учини садржајном. У том погледу она заузима средњи став у полемици Лењина с Каутским сматрајући да Лењин наглашава само реч диктатура, а Каутски реч демократија, оба недијалектички. Специфичну девијантну форму доживела је концепција диктатуре пролетаријата у Стаљиновој интерпретацији и пракси. Његово схватање да јачањем социјализма јача и класна борба, у пракси је оправдавало примену низа репресивних мера не само према класи угњетача, већ и према оним припадницима саме радничке класе који се нису у свему слагали са службеном Стаљиновом линијом.
Марксистичка теорија и пракса у бившој СФРЈ полазила је од начела сталног хуманизирања друштвених односа. У условима остварене диктатуре пролетаријата, друштвеног власништва над средствима за производњу, сматрало се да радничка класа може да оствари своје класне интересе и да буде на висини свог историјског задатка ако се истодобно бори и за ослобођење свих стваралачких чинилаца друштва од притиска антисоцијалистичких снага које се манифестују у остацима буржујских односа, али и у различитим деформацијама социјализма (бирократизам, конзервативизам, култ личности, административни централизам и слично). Ови ставови изражени у пракси ондашњег радничког самоуправљања и изградњи самоуправних односа у друштву генерално, надовезивали су се у класичну концепцију диктатуре пролетаријата.

## Изопачење Марксове теорије од стране једнопартијских режима 20. века
Бољшевизам (марксизам-лењинизам), као политичка теорија и пракса са свим својим варијантама, је искривио Марксова учења и искористио појам диктатуре пролетаријата за диктатуру једне партије и њених чиновника над радништвом и свим подређенима. Иако појам диктатура пролетаријата нема никакве везе са диктатуром и репресијом појединаца над масама, него представља демократску политичку власт маса, радништва и свих потчињених како би се превазишли капиталистички односи.
Савремени марксисти сматрају "марксизам-лењинизам" искривљењем и изопачењем племенитих идеја Маркса и Енгелса о социјалној правди, јер они нису били против политичке демократије током изградње антикапитализма.
У Критици Готског програма, Грађанском рату у Француској, Манифесту и другим радовима Маркс указује да се антикапиталистички преображај треба учинити у облику демократског политичког режима, те да је први циљ "освајање демократије".
У овим делима, Маркс на језгровит начин говори, између осталог, о држави, и даје скицу транзицијске државе која је демократска радничка власт. У тој скици, нема места за логоре, стрељање и протеривање. Антикапиталистичка изградња је супротна владавини партијске елите и аутократским односима у економској сфери. Маркс пише о томе да је ослобођење радништва дело самог радништва (а не мале конспиративне организације професионалних револуционара), о томе да је слобода појединца услов слободе свих, те о томе да је Париска комуна узор антикапиталистичке изградње.
У Грађанском рату у Француској Маркс анализира искуство Париске комуне из 1871. и оцењује да је то коначно пронађени политички облик ослобођења радничке класе. „Коначно пронађени облик ослобођења радничке класе“ је власт која је развијала механизме директне демократије у политици и економији, која је увела радничко самоуправљање, поштовала различита, па и супротна политичка мишљења, те дозволила демократско такмичење различитих странака на изборима, која је претворила представничко тело у врховну власт, спојивши законодавну и извршну функцију у његовим рукама, те укинула стајаћу војску и бирократију.